# Knallertbevis
|  | Denne artikel er oprettet af botten Steenthbot ud fra en ekstern database. Den kan derfor have sproglige fejl eller mangler. Denne skabelon kan fjernes efter kontrol af indholdet. |

Knallertbevis er en dansk oplysningsfilm fra 1984 instrueret af Jesper Klein og efter manuskript af Per Sørensen og Jesper Klein.